# Georges Wauters
 (juillet 2012).
Si vous disposez d'ouvrages ou d'articles de référence ou si vous connaissez des sites web de qualité traitant du thème abordé ici, merci de compléter l'article en donnant les références utiles à sa vérifiabilité et en les liant à la section « Notes et références ».
Pour les articles homonymes, voir Wauters.
Georges Wauters, né le 28 juillet 1904 à Roubaix et mort le 4 mai 1990 dans le 13ème arrondissement de Paris, était un responsable local de la résistance intérieure française en Champagne.

## Biographie
Le lieutenant Georges Wauters (de Troyes), ancien membre du Parti social français (PSF) du colonel François de La Rocque, s'engage dans la résistance en contact avec la France libre dès octobre 1940. Il organise le réseau Hector dans l’Aube en 1941, devient chef militaire régional de CDLL, et prend l'initiative d'implanter ce mouvement dans la Marne.
Traqué par la Gestapo, il part en Angleterre, revenant en France à la Libération.

### Sources
- Roger Bruge, 1944, le temps des massacres: les crimes de la Gestapo et de la 51e Brigade SS, p. 22, 33, 525,éd. Albin Michel, 1994,  (ISBN 2226069666)
- André Beury, La libération dans l'Aube 1940-1944, éd. A. Beury, 1994
- Jean-Pierre Husson, La Marne et les marnais à l'épreuve de la seconde guerre mondiale, vol. 1, P. 246-247, éd. Presses universitaires de Reims, 1995
- Henri Noguères, Marcel Degliame-Fouché, Jean Louis Vigier, Histoire de la Résistance en France, de 1940 à 1945, vol. 3, p. 111,151, éd. R. Laffont, 1967
- Robert Bailly, Si la Résistance m'était contée à travers les événements de l'Yonne, p. 153, éd. ANACR-Yonne, 1990
- Lazare Bertrand, Joël Drogland, Les carnets de Lazare Bertrand: maire de Sens, otage déporté à Neuengamme, éd. Société archéologique de Sens, 1999
- Claude Delaselle, Un département dans la guerre 1939-1945: Occupation, Collaboration et Résistance dans l'Yonne,éd.	Tirésias, 2006,  (ISBN 2915293422)